# 密蒙花
密蒙花（学名：Buddleja officinalis）是玄参科醉鱼草属的植物。

## 形态
落叶灌木。小枝略呈四棱形，密被灰白色绒毛；卵状至长圆状披针形叶子丛生，全缘或有齿锯，下面密被灰白色至黄色星状茸毛；顶生圆锥花序，各部密被茸毛，芳香的花，淡紫色花冠，筒的内面黄色。

## 分布
分布在缅甸、越南、不丹以及中国大陆的安徽、甘肃、广东、江苏、陕西、湖北、四川、云南、山西、广西、福建、湖南、西藏、河南、贵州等地，生长于海拔200米至2,800米的地区，一般生于河边、向阳山坡、林缘、村旁的灌木丛中以及石灰岩山地，目前尚未由人工引种栽培。

## 别名
蒙花（本草求真） 小锦花（雷公炮炙论） 黄饭花（南宁市药物志） 疙瘩皮树花（中药材手册） 鸡骨头花（四川中药志） 羊耳朵（滇南本草） 蒙花树（陕西平行） 米汤花（四川） 染饭花（云南丽江） 黄花树（广西那坡）

## 延伸阅读
[在维基数据编辑]
 《植物名實圖考·密蒙花》，出自吳其濬《植物名實圖考》

## 外部連結
- 密蒙花, Mimenghua（页面存档备份，存于） 藥用植物圖像數據庫 (香港浸會大學中醫藥學院) （繁體中文）（英文）
- 密蒙花 Mi Meng Hua（页面存档备份，存于） 中藥標本數據庫 (香港浸會大學中醫藥學院) （繁體中文）（英文）